# Edgar E. Witt
Edgar E. Witt (* 28. Januar 1876 im Bell County, Texas; † 11. Juli 1965 in Austin, Texas) war ein US-amerikanischer Politiker. Zwischen 1931 und 1935 war er Vizegouverneur des Bundesstaates Texas.

## Werdegang
Edgar Witt besuchte die öffentlichen Schulen in Salado und studierte danach bis 1903 an der University of Texas. Nach einem anschließenden Jurastudium an derselben Universität und seiner 1905 erfolgten Zulassung als Rechtsanwalt begann er in diesem Beruf zu arbeiten. Gleichzeitig schlug er als Mitglied der Demokratischen Partei eine politische Laufbahn ein. Zwischen 1915 und 1917 saß er als Abgeordneter im Repräsentantenhaus von Texas; von 1920 bis 1930 gehörte er dem Staatssenat an. Im Jahr 1918 trat er während der Endphase des Ersten Weltkrieges in die United States Army ein. Als Hauptmann war er in Paris stationiert.
1930 wurde Witt an der Seite von Ross S. Sterling zum Vizegouverneur von Texas gewählt. Dieses Amt bekleidete er zwischen 1931 und 1935. Dabei war er Stellvertreter des Gouverneurs und Vorsitzender des Staatssenats. Seit 1933 diente er unter der in das Amt zurückgekehrten Gouverneurin Miriam A. Ferguson. Im Jahr 1934 kandidierte er erfolglos in den Gouverneursvorwahlen seiner Partei. Nach seiner Zeit als Vizegouverneur praktizierte Witt zunächst wieder als Anwalt. 1935 wurde er von Präsident Franklin D. Roosevelt zum Vorsitzenden der Mexican Claims Commission berufen. Dieses Amt bekleidete er bis 1938 sowie nochmals von 1943 bis 1947. Im Juli 1940 nahm er als Delegierter an der Democratic National Convention in Chicago teil, auf der Präsident Roosevelt zum dritten Mal als Präsidentschaftskandidat nominiert wurde. Später wurde er von Roosevelts Nachfolger Harry S. Truman zum Leiter der Indian Claims Commission ernannt. Dieses Amt hatte er bis zu seinem Eintritt in den Ruhestand im Juni 1960 inne. Edgar Witt starb am 11. Juli 1965 in Austin.